# Ophiodromus mutilatus
Ophiodromus mutilatus är en ringmaskart som först beskrevs av Treadwell 1901.  Ophiodromus mutilatus ingår i släktet Ophiodromus och familjen Hesionidae.
Artens utbredningsområde är Mexikanska golfen. Inga underarter finns listade i Catalogue of Life.